# 波乃久里子
波乃 久里子（なみの くりこ、1945年12月1日 - ）は、日本の女優。本名および旧芸名、波野 久里子（読み同じ）。
神奈川県鎌倉市出身。東京都出身。家政学園卒業。劇団新派所属。所属事務所は株式会社ディーピーエヌ。父は歌舞伎役者の十七代目中村勘三郎、弟は歌舞伎役者の十八代目中村勘三郎。

## 経歴
1945年12月1日、歌舞伎役者十七代目中村勘三郎の長女として神奈川県鎌倉市に生まれる。
1950年1月、東京劇場における「十七世中村勘三郎襲名披露初春大歌舞伎」で初舞台。
1961年1月から劇団新派に参加し、翌1962年4月に正式入団。
1968年4月、六世・猿若明石を襲名。以降、新派以外にも新橋演舞場、明治座、三越劇場、大阪松竹座、京都南座をはじめ全国の舞台で活動。
テレビドラマでは石井ふく子プロデュース作品に多く起用されている。
2011年に紫綬褒章を、2016年に旭日小綬章を受章。
2019年2月24日「天皇陛下御在位三十年記念式典」にて御製、御歌の朗読。

## 人物
- 両親が戦時中に神奈川県の久里浜に疎開していたことから、娘の名前をそこから命名したと言われる。
- 父・十七代目中村勘三郎には、親バカで甘やかされていた。一方で母は非常に厳しく、本番でも休憩中に『今日はお客様がかわいそう』と泣かれたこともある[2]。
- 十八代目中村勘三郎は実弟で、彼の息子（すなわち甥）の六代目中村勘九郎や二代目中村七之助からは、名前の「久里子」の『くり』から「マロン」というあだ名で呼ばれている[3]。
- 10代の頃から、家でも楽屋でも全裸で生活している[3]。
- 掃除・整理整頓好き。綺麗好きが高じて、外出時は紙袋をバッグとして使用している[4]。
- 甥・ 二代目中村七之助の同級生で、弟・十八代目中村勘三郎も可愛がっていた嵐の松本潤と親しく、「血の繋がっていない甥」と称している。
- 父親が蕎麦好きだった縁で[5]、池の端藪蕎麦のれん分けで玉川高島屋SC（東京・世田谷）に「藪そば」をプロデュース[6]。以前は内幸町の富国生命ビルにも店舗があった[7]。

## 出演
- 十七世中村勘三郎襲名披露初春大歌舞伎（1950年1月、東京劇場）※初舞台
- 明治の雪
- 大尉の娘
- 雁～お玉の行く道
- ふたりぽっち
- 帰ってきた女
- 女たちの忠臣蔵
- 鶴八鶴次郎
- 取り立てやお春
- 初蕾（1978年、新橋演舞場） - お民 役
- 鬼平犯科帳『五年目の客』（1992年2月、新橋演舞場） - お吉 役
- 鬼平犯科帳『炎の色』（1994年2月、新橋演舞場） - おまさ 役
- 滝の白糸（1994年、新橋演舞場）
- 黒革の手帖（2006年10月、明治座） - 中岡市子 役
- おんな太閤記（2007年6月、新橋演舞場） - 阿茶 役
- 婦系図（2007年8月、三越劇場） - お蔦 役
- 初春新派公演『新玉の寿』『女将』（2008年1月、三越劇場）
- 六月新派公演（2008年6月、新橋演舞場）『婦系図』 - お蔦 役／『鹿鳴館』 - 草乃 役
- 遊女夕霧（2008年9月、京都四條 南座／2016年3月、国立劇場） - 遊女夕霧 役
- 太夫さん（2009年1月、三越劇場） - 深雪太夫 役
- 女の一生（2009年6月、三越劇場・巡業公演／2011年9月、巡業公演／2011年10月、三越劇場・京都四條 南座） - 布引 けい 役[8]
- おんなの家（2009年9月、新橋演舞場） - 葵 役
- 麥秋（2010年1月、三越劇場／2012年11月、京都四條 南座） - 間宮 史子 役
- 三婆（2010年3月、新橋演舞場／2011年4月、大阪松竹座） - 北里駒代（三味線おばちゃん） 役
- 香華（2010年8月、三越劇場） - 朋子 役
- 日本橋（2011年1月、三越劇場） - お孝 役
- 東京物語（2012年1月、三越劇場／2013年7月、京都四條 南座） - 志げ 役
- 華岡青洲の妻（2012年6月～7月、三越劇場・巡業公演） - 加恵 役
- お嬢さん乾杯（2013年1月、三越劇場） - 池田鶴代 役
- 新釈 金色夜叉（2013年6月、三越劇場）
- 三婆（2013年8月～9月、巡業公演／2013年12月、新橋演舞場） - 松子 役
- 新春新派新内まつり『梅雨衣酔月情話』（2014年1月、三越劇場）
- 明治一代女（2014年1月、三越劇場） - 叶家 お梅 役
- 螢（2014年8月、三越劇場） - 船木とき・しげ（二役）
- 京舞（2014年11月、新橋演舞場） - 片山 愛子 役
- 初春新派公演（2015年1月、三越劇場）『大つごもり』 - みね 役／『寒菊寒牡丹』 - お栄 役
- 新派名作劇場（2015年6月、三越劇場）『十三夜』 - 原田せき 役／『残菊物語』 - お里 役
- 糸桜（2016年1月、三越劇場） - 糸女 役
- 単身赴任はチントンシャン（2016年2月、新橋演舞場） - 露子 役
- 深川の鈴（2016年6月、三越劇場） - お糸 役
- 華岡青洲の妻（2017年1月、三越劇場／2017年9月、松竹座／2018年9月、全国巡業） - 小陸 役[9]
- 恋の免許皆伝（2017年2月、新橋演舞場）
- お江戸みやげ（2017年7月、新橋演舞場） - お辻 役
- 家族はつらいよ（2018年1月、三越劇場／2019年9月） - 加代 役
- 犬神家の一族（2018年11月、大阪松竹座・新橋演舞場） - 犬神松子 役
- 演劇人祭「朗読 北条源氏」（2019年1月、新橋演舞場）
- 華の太夫道中（2019年2月、新橋演舞場） - おえい 役
- 山村美紗サスペンス『京都都大路 謎の花くらべ』（2019年8月、新橋演舞場） - 美保子 役
- 初春新派公演『明日の幸福』（2020年1月、三越劇場） - 恵子 役
- 八つ墓村（2020年2月、新橋演舞場） - 田治見小竹 役
- 東京物語（2024年1月、三越劇場） - 金子志げ 役[10]
- 初夏の新派祭「喜劇 お江戸みやげ」（2024年6月、三越劇場） - おゆう 役[11]
- さろん・ど・まろん〜波乃久里子を聴く宴（2024年12月、MUSICASA）[12]
- 二月新派喜劇公演「三婆」（2025年2月公演予定、新橋演舞場・南座）[13]
- 華岡青洲の妻（2025年7月 - 8月、南座・久留米シティプラザ・新橋演舞場）[14]

### テレビドラマ
- 大河ドラマ（NHK総合）
  - 赤穂浪士（1964年） - お妙 役
  - 源義経（1966年） - 萌子 役※総集編に登場
  - 竜馬がゆく（1968年） - お元 役
  - 新・平家物語（1972年） -  妓王役
  - 花神（1977年） - 幾松 役
  - 葵 徳川三代（2000年） - お初→常高院 役
- われら九人の戦鬼（1966年、NET・東映） - 小夜・美夜 役
- 三匹の侍 第4シリーズ 第11話「小仏峠まかり通る」（1966年、フジテレビ）
- 連続テレビ小説（NHK総合）
  - 旅路（1967年 - 1968年）
  - 春よ、来い（1994年 - 1995年）
- ケンチとすみれ（1967年 - 1968年、NHK総合） - 芦原亜紀 役
- 銭形平次第74回「夜の口紅」(1967年、フジテレビ)
- 妻なればこそ（1968年、TBS系）
- 一の糸（1969年、NHK総合） - 小松斐子 役
- 日本怪談劇場 第5話「怪談 皿屋敷」（1970年、12ch） - お菊
- 男は度胸（1970年、NHK総合）
- 肝っ玉かあさん(3)（1971年 - 1972年、TBS）
- 東芝日曜劇場「親なし子なし」（818回）（1972年、TBS）
- ありがとう 第3シリーズ（1973年 - 1974年、TBS）- 中央玉子 役
- 追跡 第1話「いかさま天使」（1973年、関西テレビ・フジテレビ系）
- 彩の女（1975年、NET系）
- はじめまして（1975年、TBS）
- 破れ奉行 第23話「佐賀町河岸の女」（1977年、テレビ朝日系） - お島 役
- 水戸黄門 （TBS系）
  - 第8部 第16話「非情の対決 -橋本-」（1977年） - 阿矢 役
  - 第35部 第17話「その女に飲ませるな! -内牧-」（2006年） - お国 役
- 家族（1978年、TBS系）
- 女たちの忠臣蔵〜いのち燃ゆるとき〜（1979年、TBS系） - りえ 役
- 破れ新九郎 第22話「曲芸女太夫騒動記」（1979年、テレビ朝日系） - あやめ 役
- 新・座頭市Ⅲ 第8話「大当たり、めの一番」（1979年、勝プロダクション・フジテレビ）-  おとよ 役
- 半七捕物帳 第13話「チャルゴロを聴く女」（1979年、テレビ朝日系）
- 心（1980年9月11日、TBS系）
- 新五捕物帳　（1980年、日本テレビ系） 第126話「吹きっ溜りの女」 - およう 役
- 同心暁蘭之介 第1話「同心の泣いた日」（1981年、フジテレビ）
- 優しさの海へ（1983年、TBS系）
- 夢追い旅行（1984年、東海テレビ・フジテレビ系）
- 男どき女どき（1988年、TBS系）
- 必殺スペシャル・新春 大暴れ仕事人! 横浜異人屋敷の決闘（1990年、テレビ朝日系） - 式子 役
- 鬼平犯科帳 第2シリーズ 第5話 「五年目の客」（1990年、フジテレビ系） - お吉・喜蝶 役
- 森の石松 すし食いねェ!ご存じ暴れん坊一代（1992年、フジテレビ系） - お民 役
- 新春ワイド時代劇（テレビ東京）
  - 天下の副将軍水戸光圀 徳川御三家の激闘（1992年）
  - 豊臣秀吉 天下を獲る!（1995年） - 於大の方 役
  - 炎の奉行 大岡越前守（1997年） - 天英院 役
- 江戸の用心棒 パート1 第13話「天下を分けた女の斗い」（1994年、日本テレビ系） - お勝 役
- てやんでえッ！（1994年、フジテレビ）
- 火曜サスペンス劇場「松本清張スペシャル 鬼畜」（2002年、日本テレビ系） - 飲み屋の女将 役
- 剣客商売 第4シリーズ 第4話「赤い糸」（2003年、フジテレビ系） - お崎 役
- 土曜ワイド劇場（テレビ朝日）
  - 「京都殺人案内（31）」（2008年）
  - 「温泉 (秘) 大作戦（6）」（2008年）
- 水曜ミステリー9「神楽坂署生活安全課(5)」（2008年、テレビ東京）
- 闇の狩人（2014年、時代劇専門チャンネル） - お浜 役
- あにいもうと（2018年、TBS） - 赤座きく子 役

### 映画
- 関東も広うござんす（1967年、日活）
- 吾輩は猫である（1975年、東宝）
- てなもんや商社（1998年、松竹）
- 三文役者（2000年12月2日、東京テアトル）
- わたしのグランパ（2003年4月５日東映）
- やじきた道中 てれすこ（2007年、松竹）
- トワイライト ささらさや（2014年、ワーナー・ブラザース映画） - 久代 役
- 燈火 風の盆（2024年）

## 受賞歴
- 芸術祭優秀賞（1972年）
- 芸術選奨新人賞演劇部門（1979年）
- 菊田一夫演劇賞（1991年）
- 読売演劇大賞 優秀女優賞（2010年）[15]
- 紫綬褒章（2011年）[16][17]
- 松尾芸能賞大賞（2014年）[18]
- 旭日小綬章（2016年）[19][20]

## 著書
- 『鯛女のお姉ちゃん』（1996年1月、ザ・マサダ、ISBN 978-4915977190）
- 『菊日和-母の日記が語る父との恋とあの頃の東京の暮らし』（2005年12月、雄山閣、ISBN 978-4-639-01916-9）